# محمد الرواندزي
الأمير محمد الرواندزي (1775م - 1836)Prince Mohammed Al Rawandzi أحد أمراء الإمارة السورانية التي تأسست في القرن الثاني عشر الميلادي، تسلم السلطة في الإمارة في حدود عام 1813 وعمل منذ اللحظة التي تسلم فيها الحكم في القضاء على خصومه وتقوية عاصمة الإمارة مدينة رواندز والسعي إلى توحيد القبائل الكردية، وقام من أجل ذلك بسلسلة من (الفتوحات) أخضع فيها قبائل شیروان وبرادوست وسورجي ودزه يى وخوشناو وبلباس ومامش، واخضع أمارة بادینان واقتطع أجزاءً من إمارتي بابان وبوتان ونجح في توسيع سلطته لتشمل منطقة شاسعة تمتد من سنجار غرباً إلى القرى الكردية في أذربيجان الإيرانية شرقاً ومن (حصن كيفا) شمالاً إلى نهاية الأراضي التابعة لمدن مخمور والكوير وألتن كوبري جنوباً، فغدا أقوى شخصية سياسية في كردستان انذاك. واصبح على حد قول مارك سایكس: «سيد البلدان الواقعة بين الحدود الشرقية للدولة العثمانية والموصل في بداية القرن التاسع عشر».
ولأن نضال أمیر سوران كان موجها نحو مناهضة الدولة العثمانية التي كانت منطقة سوران تقع ضمن حدودها وضد سلطة الشاه الإيراني القائمة في الأراضي الكردية المجاورة له فقد ارعبت حركته وتنظيماته والتقدم الذي احرزه الدولتين ومواليهما من الأمراء الكرد فاخذت أجهزة الدولة العثمانية بالتعاون مع إيران تشنع به وتشوه سمعته وحركته وتحرض عليها إلى ان تمكنتا بفعل الجهود المكثفة لجيشيهما قهر الأمير في نهاية الأمر سنة 1836.

## الألقاب
كان محمد الرواندزي يحمل ألقاباً عدة، منها: «میری گـه وره» أي الأمير الكبير، «محمد پاشاي رواندزي» أي محمد باشا الرواندزي، لكنه كان معروفًا أيْضاً بـ «ميري كۆره» أي الأمير الأعور، ولقب بـ«پاشاي گـه وره» أي الملك الكبير أو الملك المعظم، والأمير المنصور  وكما يذكر طائفة من المؤرخين أن السلطان محمود الثاني (1808 - 1839) أكرم الأمير ومنحه رتبة أمير الأمراء «مير ميران».

## بعض جوانب شخصية الأمير محمد الرواندزي
ولد الأمير محمد الرواندزي سنة 1775 في مدينة رواندز، وتم تنصيبه أميراً على إمارة سوران عام 1813م. ولغرض الوقوف على العوامل التي اسهمت في تكوين شخصية الأمير محمد والبيئة التي تربى وعاش فيها والمنابع الأولى لثقافته، لابد من الحديث عن نشأة الأمير ولو بأيجاز شديد، كان الأمير مصطفى حاكم أمارة سوران (والد الأمير محمد) هو أول من لاحظ امارات النبوغ والذكاء على ابنه والمواهب الفطرية التي يتمتع بها منذ ان كان صبيا" يافعا", فاحاطه برعاية خاصة وعهد بتربيته وتعليمه إلى اساتذة خصوصيين من خبرة علماء كوردستان وفي مقدمتهم العالم المشهور الملا احمد الملا آدم الديليذة يي الذي استقدمه مصطفى بك من منطقة بالة كان واسكنه في رواندز وبنى له مدرسة ومسجدا" كانت آثارهما باقية إلى عهد قريب، وقد اعتنى هذا العالم الجليل بتعليم الأمير محمد العلوم الإسلامية واللغات الكوردية والفارسية والعربية، وبعد ان انهى الأمير الشاب تحصيله العلمي بتفوق نصبه ابوه حاكما على قرى (دولي گه وران، جولة ميرگ، دولي هه روتيان، سة رجيا) فكان يقضي ايامه في تلك القرى مهتما بشؤون رعاياه.
وقد عرف الأمير محمد منذ شبابه برجاحة العقل وحسن التدبير والحزم وقوة الإرادة.
كان لمصطفى بك خمسة أخوة هم: تمرخان الذي كان يدير (هاوديان) ويحيى بك الذي كان يتولى الحكم في (سيدة كان) وبايز بك الذي كان يدير شؤون (باثشتيان) وحسن بك واحمد بك اللذان كانا مرافقين لأخيهما الأكبر مصطفى بك، وكان هؤلاء الخمسة يثيرون مشاكل وازمات لا نهاية لها بتمرداتهم ودسائسهم حتى ضاق صدر الأمير مصطفى بك بهم وبتصرفاتهم الرعناء، خاصة بعد ان وهنت قواه وادركه التعب والإرهاق ونال منه المرض وضعف بصره حتى اوشك على العمي، وحين اراد الأمير مصطفى بك التخلي عن الحكم والاعتزال بنفسه لم يجد احدا«جديرا» باستلام السلطة من بعده سوى ابنه الأكبر محمد، وكان من السهل على الأمير الشاب استلام السلطة بشكل تقليدي كما جرت العادة، ولكنه لم يكن اميرا«عاديا» من الذين يتوارثون الحكم أبا«عن جد، بل كان اميرا» متميزا«ولديه اهداف كبيرة وواضحة وطموحات جريئة بعيدة المدى يريد تحقيقها، هي اهداف وطموحات الشعب الكوردي في الحرية والعدالة والمساواة والتقدم، لم يكن يريد السلطة لنفسه، بل لأنشاء امارة كبيرة قوية ومزدهرة، لذا فقد حدد عدة شروط لاستلام الحكم، وبعد أخذ ورد بينه وبين والده مصطفى بك دام أكثر من عام، قبل الاخير بشروط إبنه وتنازل عن الحكم وسكن بعيدا» عن رواندز وتعهد بعدم التدخل في شؤون الحكم.
وثمة واقعة جديرة بالتأمل والدراسة تكشف عن جانب آخر من جوانب شخصية الأمير وانفتاحه على العالم الخارجي واهتمامه الجاد بتطوير التربية والتعليم في الامارة، فقد كتب الدكتور روس – طبيب القنصلية الإنجليزية في بغداد – في مذكراته بعض انطباعاته عن الأمير محمد ومشاهداته في امارة سوران، ومما جاء في هذه المذكرات، ان الأمير محمد استدعى الدكتور روس لمعالجة والده المريض مصطفى بك، وبعد ان ادى الطبيب مهمته، جلس مع مضيفه في المساء يتحدثان عن امور شتى، وكم كانت دهشة الطبيب الإنجليزي كبيرة عندما ساله الأمير محمد عن حالة التربية والتعليم في إنجلترا، ومبعث هذه الدهشة ان معظم الامراء الآخرين الذين قابلهم روس من قبل كانوا يجهلون القراءة والكتابة ولايهتمون كثيرا" بما يجري في الغرب، وها هو امير كوردي مثقف يسأله عن حالة التربية والتعليم في إنجلترا !
وثمة وقائع مهمة في مذكرات الدكتور روس والرحالة الإنجليزي فريزر عن الاحوال العامة في إمارة سوران في ظل حكم الأمير محمد وكلها شواهد على ماكانت تتمتع به هذه الامارة من أمن واستقرار وإزدهار في تلك الفترة حيث قطع الأمير محمد دابر السراق وقطاع الطرق واختفوا عن الانظار، وكانت إمارة سوران الناهضة يضرب بها المثل في سيادة القانون والعدل، على خلاف المناطق الأخرى المجاورة للامارة، وعلى الرغم من ان الأمير كان يحكم الامارة بحزم شديد الا انه لم يكن مستبدا برأيه، فقد شكل مجلسا استشاريا يعاونه في إدارة دفة الحكم ويتم فيه التداول في جميع القضايا الخطيرة التي كانت تهم الامارة وإذا نظرنا إلى قائمة أعضاء المجلس – كما جاء في كتاب (مليخا) وهو كتاب باللغة الفارسية يضم وقائع حكمه، قام بتدوينه رئيس الكتاب ومدون الوائع ميرزا محمد بطلب من الأمير نفسه وهذا الكتاب يعد مصدرا" رئيسيا لدراسة تاريخ امارة سوران – نقول إذا نظرنا إلى تشكيلة هذا المجلس، نجد ان معظم اعضائه كانوا من أرباب الحرف والصنائع، مما يدل على مدى إعتماد الأمير على أهل الخبرة والاختصاص في إدارة شؤون الامارة.

## القوة العسكرية
كان الأمير محمد الرواندزي يجاهد كثيرا في سبيل ان تصبح قوته العسكرية منيعة.حيث شرع منذ بداية حكمه ببناء الحصون والقلاع " فقد شيد الكثير من الأبراج الحصينة تشاهد بقاياها إلى يومنا هذا ك (سيدكان، شیروانیان، عقره، رواندز، درا) وقد قام في غضون ثلاثة سنوات بأنشاء أكثر من 15 جسرا عظيما منها جسر برسيرين.
شيد الأمير محمد الرواندزي العديد من القلاع اشهرها ایچ قلا (قلعة إيج) وقلعة خانزاد وقلعة بوكد. كما وان قلعة وسور مدينة رواندز يعود بنائهما إلى ذلك الوقت أيضا، وبالإضافة إلى ذلك فهناك بقايا أثار برجين المراقبة يقعان على أحد المرتفعات في الجزء الغربي من المدينة ربما كانت رواندز شديدة التحصين لأنها كانت العاصمة.
يروي لنا الموکرياني " - بانه قد نقش على المرقبين الأخرين هذان البيتان من الشعر الفارسي
```
دو کنگر را نهادم بردو پیکر 
رواندز
 شد روين دزبار دیکر
```

ومعناها لقد شيدت مرقبين على ميداني قتال فاصبحت رواندز بهما قلعة فولاذية حصينة من جديد

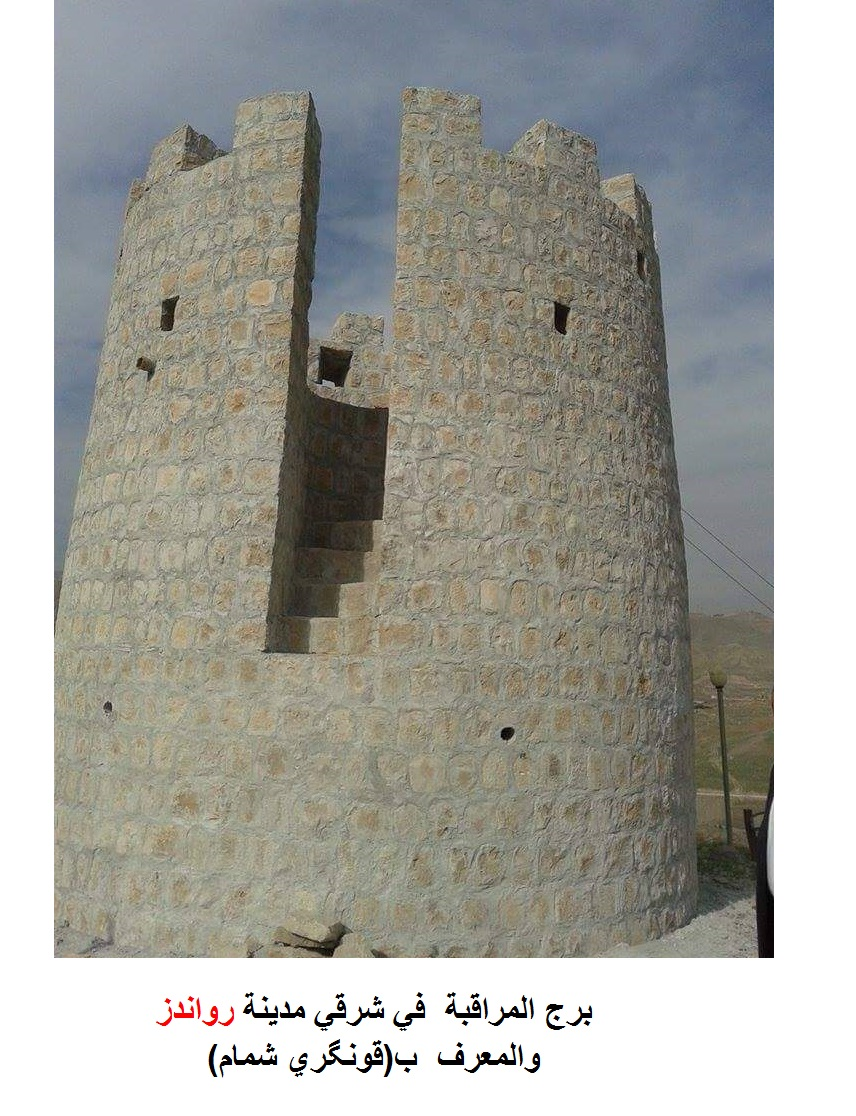

ويحتمل ان الأمير محمد قام أيضا بتشييد المرقبين الأخرين (برجي المراقبة) في شرقي مدينة رواندزو المعروفين ب(قونگري شمام) ، لقد عملت هذه المنشأت الحصينة على حماية حمى الأمير وادخال الرعب في قلوب منافسية، وخاصة أمراء بابان الذين بنوا بدورهم الحصون والقلاع أيضا.
" لم يهتم مير محمد ببناء القلاع فقط، وإنما اسس قوات عسكرية ضاربة، وتوجد بهذا الخصوص تقارير متنوعة ، فحسبما يذكر فریزر Fruiser ، " بلغت القوة الضارية للأمير (50000) رجل: «لقد بات مؤكدا بان له خمسين الف رجل تحت امرته»."
يقول موکریانی بالاستناد إلى قصيدة (مليخا- مه ليخا) واستنطاق العديد من المسنين الكرده بأن «قوة جيش الأمير قد بلغت في سنة 1829 م حوالي خمسة عشر الف جندي، منهم خمسة آلاف مقاتل في سلاح المشاة، وعشرة آلاف مقاتل من سلاح الفرسان»
ويقول الدكتور روس (Roos) الذي تفقد شخصيا جيش الأمير محمد سنة 1833 م، فلا يوجد هناك اختلاف كبير مع العدد الذي ذكره موكرياني «استنتج الدكتور روس (Roos) ان القوة العسكرة في المخيم هي في حدود عشرة آلاف رجل، وهي اقل من نصف الجيش النظامي، فقد أرسلت البقية إلى المنزل لحصاد المحصول،»
وفي مكان آخر يذكر الدكتور روس «علم الدكتور بان الجيش يتألف من خمسة عشر إلى عشرين ألف رجل، من الذين تعطلوا في المعسكر (أوالمخيم)، فقد تم الإستيلاء على مدينة عقره قبل وقت قصيره» وهذا الرقم قريب من الذي ذكره خيلاني في مذكراته «لمقتضى المتطلبات السياسية، رفع الأمير قوته العسكرية بعد عودته من بهدينان، وهذا يعني انه زاد عدد الجنود الذين يتقاضون الرواتب إلى خمسة الآف من الخيالة وعشرون الفا من المشاة»
وهناك أيضاً معلومات أخرى حول قوة جيش الأمير فبموجب ما يذكره الدملوجي، بلغت قوة جيش الأمير محمد في سنة 1835م حينما هاجم منطقة الإيزيديين (40000-50000) رجل " ويشبه سليمان الصائغ جيش الأمير محمد عند الهجوم على الإيزيديين سنة 1829 م بالجراد وذلك نظراً لكثرة عددهم)
ويخمن محمد فيدا في مقاله المقتضب حول الأمير محمد " القوة الاجمالية لجيش الأمير (المشاة والفرسان) بأربعة وعشرين ألف مقاتل. تقرير الدكتور روس ادق من غيره مقارنة بالتخمينات الأخرى لأن روس كان شاهد عيان رأي جيش الأمير في حالة الحرب رأي العين، أدنى قوة لجيش الأمير سنة 1833م كانت حوالي (20000) مقاتل، ثم ارتفع هذا العدد باستمرار لغاية عام 1836م (تاريخ سقوط الأمير محمد).
كان إمتلاك أحد الأمراء لهذا العدد من المقاتلين يعتبر في حينه ذا أهمية بالغة ويحسب له حسابه ، إذ استطاع ان ينافس الجيش القاجاري والعثماني كذلك. ولكن القوة الضارية لجيش ما لا تعتمد على عدد الجنود فقط، بل على نوعية القيادة وعلى التنظيم والتسليح أيضا.كانت القيادة الواقعية لجيش سوران في يد الأمير محمد نفسه، الذي برهن على قدرته العسكرية عبر سلسلة من الانتصارات ".
ويستنتج من ذلك أنه كانت لجيش سوران قيادة جيدة ، أما عن تنظيم تلك القوات العسكرية
فيقول الدكور روس «ليس المعسكر نفسة آية مظاهر التنظيم العسكري فالشيء الوحيد الذي كان منتظما كان سلسلة الخيم الصغيرة المحيطة بخيمة الباشا، والتي تضم حرسه الخاص وتعداده ثلاثة آلاف، هؤلاء يعملون أيضا كخدم تحت امرته، فالمشاة يحملون البنادق والخناجر، أما الفرسان فيحملون الرماح والخناجر» نرى في هذا التقرير، أن جيش الأمير محمد كان ينقسم إلى صنف المشاة والفرسان، ولم يؤيد موکریاني هذه المعلومات فحسب وانما أضاف بهذا الخصوص ما يلي «كانت الازياء العسكرية للعقداء والجنود، والمرافقين المنتمين إلى سلاح المشاة والفرسان مختلفة عن بعضها»

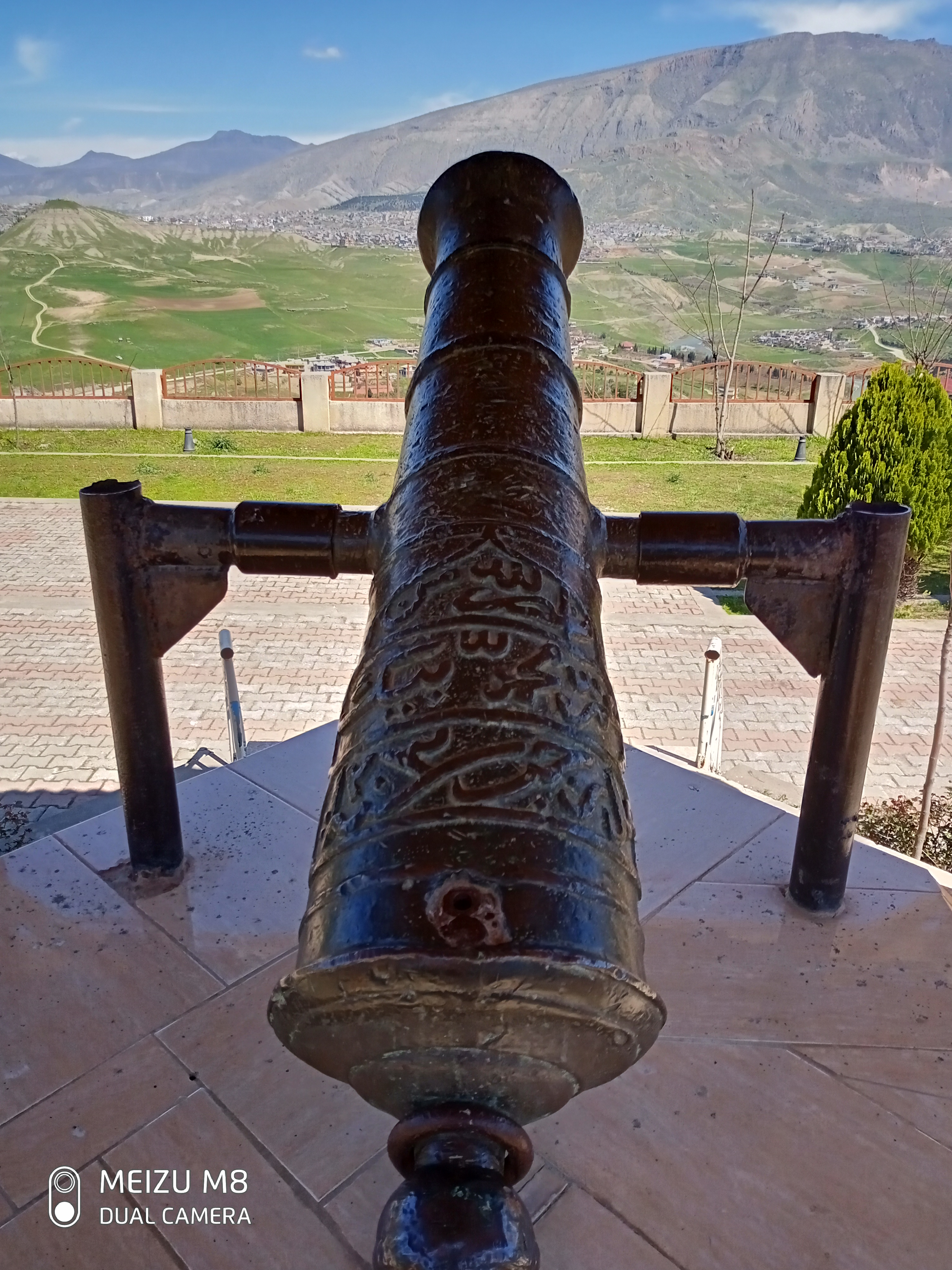
مدفع الأسطة رجب في مدينة رواندز

ان مثل هذا التصنيف إلى مشاة وفرسان یعنی تقدما بالنسبة إلى النظام التقليدي لجيوش رؤساء العشائر التي إفتقدت هذا التصنيف، وكذلك كان للانضباط الذي يذكره الدكتور روس ، اهمية بالغة لذلك الجيش «فلم يكن يسمع أي صوت، وكان باستطاعة كل شخص ان يكون في موضع معين خلال خمس دقائق»

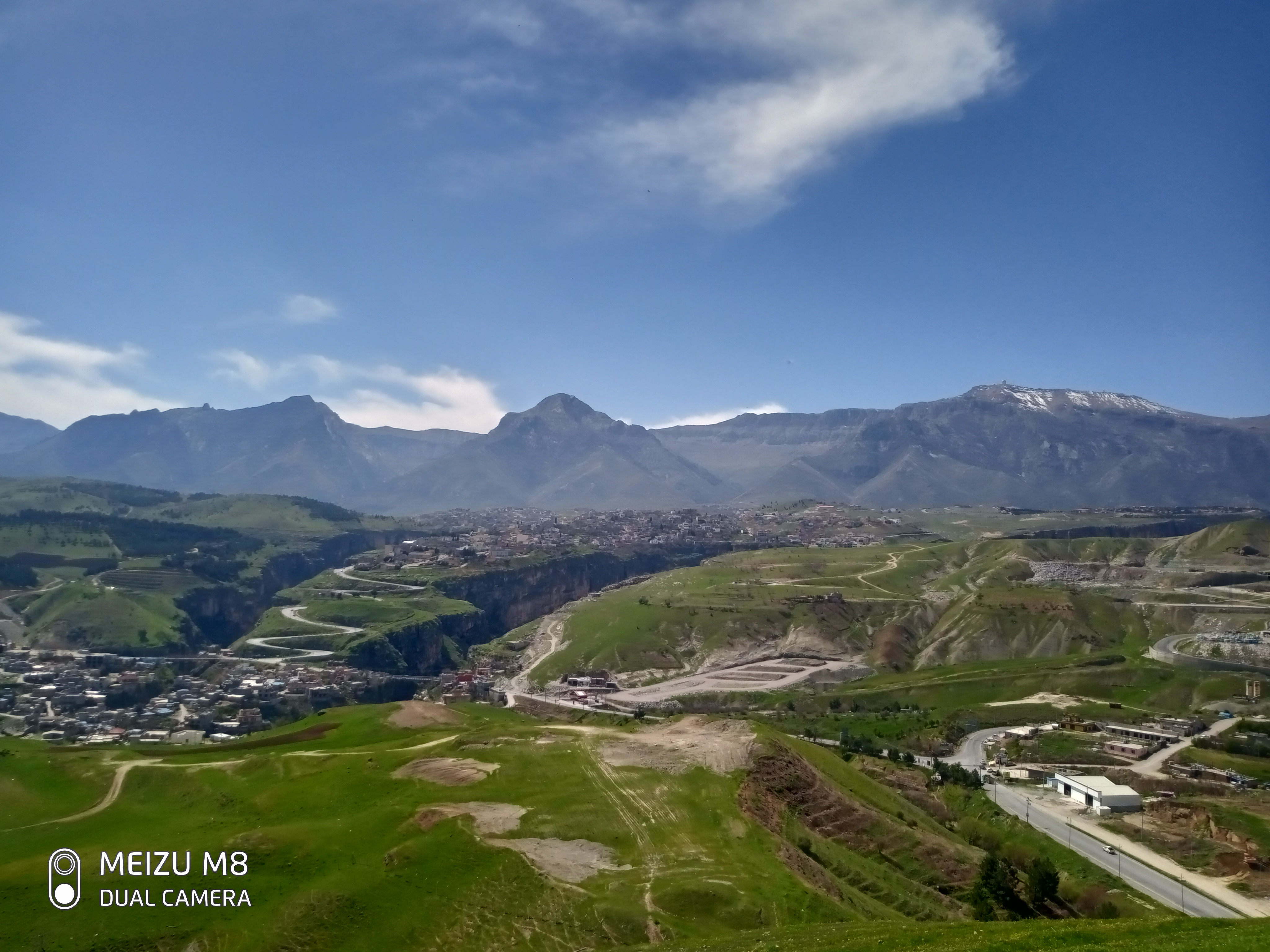
كاولوكا وخلفها مدينة رواندز

ولم يجند الأمير محمد في جيشه العشائر الكردية فقط، بل إن مجموعة من عشائر الطي العربية ، وقد ادى مثل هذا التوزيع إلى نشوء الحقد القومي على الكرد الذين كان في ايديهم زمام قيادة الجيش والدولة، ولربما لم يكن أمام الأمير محمد خیار اخر غير هذا، ولكن وعلى كل حال كان الأمير يبذل جهده لتخفيف وتهدئة التوتر عن طريق تناوله الطعام العشاء في كل امسية مع طائفة من افراد إحدى القبائل وبالتناوب وذلك حسبما يذكر الدكتور روس .. وقد تمكن الأمير محمد بواسطة هذه الدبلوماسية البارعة من السيطرة على جيشه سيطرة تامة، اذ لا تجد رغم كل شيء في أي تقرير دلائل تشير إلى حدوث أي تمرد أو عصيان في جيشه.
من الواضح ان الأمير محمد في وضع تمكن فيه من صنع المدافع، فقد بنى الأمير سنة 1815م مصنعا للأسلحة في حي كاولوكان برواندز وعين الأسطة رجب رئيساً وخان كلدي مساعداً له. فقد قام الأسطة رجب بصنع المدافع.
وفي عام 1817 صبت المدافع في مصانع رواندز وخرجت للاستعمال وكان عددها 222 مدفعا من زنة قنطارين واربعة وستة قناطير ثم ضربت مدافع أخرى في السنين التالية. ومازال مدفع الأسطة رجب في مدينة رواندز

## نهاية الأمارة السورانية ومقتل الأمير محمد الرواندزي
لم يلبث أمير رواندز أن تعرض لخطر كبير من جانب العثمانيين، فقد تفرغ العثمانيون بعد اتفاقية كوتاهيه (بين العثمانيين وإبراهيم باشا ابن محمد علي والي مصر) لتصفية الإمارات الكردية تأمينا لظهر الجيش العثماني عندما تبدأ الجولة الثانية بينه وبين الجيش المصري في الشام، إن أعمال ومواقف الأمراء الأكراد المستقلين كانت سببا في اعتقادهم في إضعاف وانكسار القوات العثمانية أمام جیش محمد علي والي مصر. ومن جهة أخرى أن الدولة العثمانية في عهد السلطان محمود الثاني (1808- 1839) قامت باعادة الحكم المباشر إلى الولايات، وتوسيع هذا الحكم، وتقوية السلطة المركزية، والقضاء على الأمارات الكردية المستقلة.
والواقع ان التشنيع على أمير رواندز كان بسبب توسع امارته وبخاصة من ديار کرد . فحسب لها العثمانيون خطرها، فأرسالو أحد الصدور العظام من درجة سردار اکرم للقضاء عليه . وكانت الدولة العثمانية تنضر إلى توسع امارة رواندز بعين ملؤها الخوف والقلق واعتبرت وجودها غائلة من أمهات الغوائل قام لها الترك وقعدوا .
ونظمت قوة عثمانية في سنة 1833 م بقيادة والي سيواس رشيد باشا (الصدر الأعظم السابق لهذا الغرض)، وفي صيف 1834م بدأت القوات العثمانية مهاجمة الأقاليم الكردية في الشمال . وحاول رشيد باشا قبل أن يصل إلى عدوه الأكبر الأمير محمد الرواندزي تصفية حسابه مع الرؤساء الأكراد الذين لم يريدوا الانحياز اليه، فضرب اكراد منطقة (سعرت) وهاجم اقليم الجزيرة (بوتان)، ثم وصل إلى العمادية وقد تراجع العثمانيون أمام العمادية أكثر من مرة، ثم هاجموا عقرة التي قاومت ثلاثة أشهر .
وبعد سقوط عقرة دخلت أطراف أخرى في المسألة مثل بریطانیا وروسیا، فزود الروس الإيرانيين بالسلاح والذخيرة، وحاول البريطانيون التقريب بين الإيرانين (اللذين ابدوا الرغبة في التعاون) وبين العثمانيين لمقاومة الأمير محمد والقضاء عليه . ولما فشل البريطانيون في هذا المسعى تدخلوا مباشرة لدى الأمير السوراني لأقناعه بالاستسلام للقوات البريطانية على امل ان تسعى السفارة البريطانية في الأستانة لدى الباب العالي لاستصدار العفو عنه وإعادته إلى إمارته ليحكمها مرة أخرى .
وذكر المؤرخون اسبابا عديدة أخرى اضطرت  الأمير محمد  إلى الاستسلام إلى رشيد باشا . وفي صيف 1836 نجحت قوات قوامها عشرة آلاف جندي من ضمنها خمسة الوية مشاة في جنوب أذربيجان للإغارة على رواندز. وكان الضغط يزداد من الغرب على محمد باشا من قبل الجيوش العثمانية بقيادة رشيد باشا .

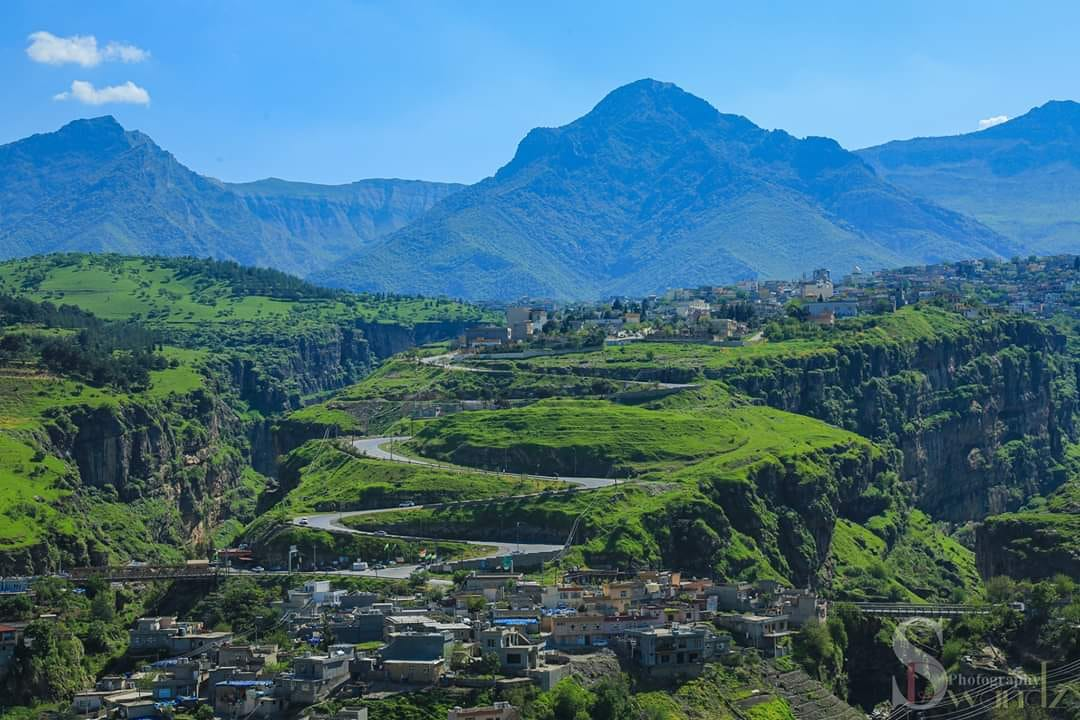
مدينة رواندز

وأغلق الأمير محمد نفسه في رواندز بأمل أن يصمد في هذا الموقع الحصين بوجه الغارات العثمانية والإيرانية ووضع العثمانون خطتهم على أساس أن يزحف كل من على رضا (والي بغداد) وبيرقدار (والي الموصل) ورشيد باشا كل على رأس قواته في الهجوم من ثلاث شعب على الأمارة السورانية وبدأت القوات العثمانية تتحرك من قواعدها صوب الأمارة .
واستعد الأمير محمد للمقاومة وحصن جميع الطرق المؤدية إلى رواندز وکان يتوقع أن المعركة ستقع في سهل حرير . وسار جيش مؤلف من أربعين الف من الأكراد بقيادة أخية احمد بك لمواجهة العثمانيين، وكان من نتيجة ذلك أن اضطر العثمانيون إلى التقهقر. ولجأ رشيد باشا إلى الحيلة مستغلا تدين الأمير فأرسل له رسالة منه فيها بأن لا يكون سببا في اراقة دماء المسلمين وقال: بأن العصيان في وجه السلطان جريمة وكفر . رفض الأمير محمد الاقتراحات الداعية إلى التفاهم، وعند ذلك التجأ العثمانون إلى الحيلة مرة أخرى، ونادوا بأن كل شخص يقف في وجه السلطان يبوء بغضب الله . وأصدر ملا الخطي أحد علماء الدين في رواندز فتوى بهذا المعنى: (ان كل من يحارب جيش الخليفة هو کافر، وان زوجته منه طالق) وقد أثر هذا بدرجة أن القى جنود الأمير محمد السلاح، ونتيجة لذلك فتحت کثير من الطرق إلى رواندز، وقد قام الأمير محمد الذي حصن نفسه في رواندز فترة من الزمن، ولكن بعد نفاذ الماء والمؤن اضطر في آب 1836 أن يسلم نفسه .
وفي 3 أيلول 1836 آرسل الأمير محمد مخفورا إلى إسطنبول، ثم سمح له السلطان بالعودة إلى كردستان ولکنه قرر سراً التخلص من هذا الحاكم الخطير الواسع النفوذ، فقتل الأمير محمد في طريق عودته في مدينة طرابزون.
وهناك العديد من الروايات تتحدث عن مقتل الأمير محمد الرواندزي إحدى هذه الروايات تذكر ان الأمير محمد استسلم للقائد العثماني قبل الفجر بصحبة الملا محمد الخطي بعد أن عهد بالأمارة لأخيه الأمير أحمد، وأظهر رشيد باشا عظيم امتنانه للملا الخطي ووعده بعودة الأمير محمد سالماً إلى رواندز، وأخذ رشيد باشا بنظرالأعتبار شهرة الأمير محمد وعامله بأحترام، وبأمر من السلطان أرسله إلى إسطنبول حيث استقبله السلطان محمود الثاني باحترام وسمح له بالرجوع إلى كردستان، لكنه قرر التخلص منه بطريقة دنيئة بأصدار أوامره إلى ولاة الطريق بقتله . وبينما كان الأمير في طريقه إلى رواندز، فاجأه التتر ـ حامل البريد السلطاني ـ يحمل البراءة في قتله إلى والي سيواس فاعدم الحياة عام 1838 وبطريقة جلد الرقبة بالسيف على الأكثر، وبصورة سرية واخفيت جثته عن الانظار، وشاهد مرافقوه في اليوم التالي فروته الثمينة وبنطلونه وعمامته في ايدي الدلالين في السوق فغادروا مسرعين إلى كردستان..ولا أحد يعرف قبره واين يرقد ومازال هذا الأمر مجهولا إلى الآن .. مهما يكن فأن الأمير اغتيل بعيداً عن الوطن .

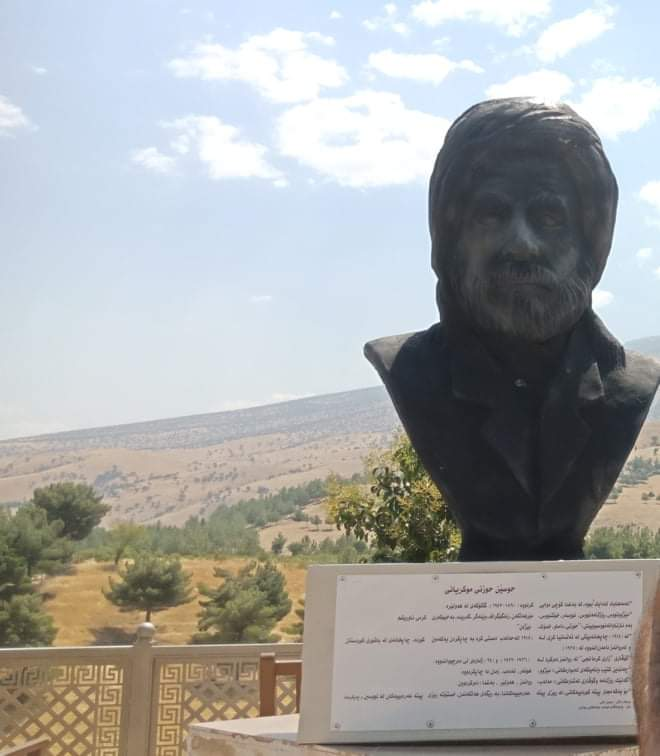
تمثال حسين حزني مكرياني في رواندز

وبعد هذه الاحداث ذهب بعضا ً من رجال الدين والمتدينيين من الاكراد يبرون بوسيلة أو بأخرى ساحة الملا محمد الخطي، اما الكتاب والمؤرخون والمهتمون بالتاريخ من رجال الدين وغيرهم في مقدمتهم كيو المكرياني وحسين حزني مكرياني  وغيرهم فيعدونه الطرف الرئيس في اسقاط الامارة السورانية  وكتب بعض المؤرخين ان اتهام الخطي بالخيانة جاء أول مرة من الموكرياني الذي سبق الجميع في هذا الباب .
خلف الأمير محمد في الحكم اخوه رسول باشا ، وكان رسول پاشا هو آخر حکام رواندز من الأمراء السورانين وخلصت المدينة من بعده للعثمانيين تماما، وفي مايس 5/13/ 1916 احتل الروس رواندز وأنزلوا بها الدماء ولكن القبائل الكردية تصدت لهم، وبعد شهرين أو ثلاثة انسحب الروس وذلك بعد سقوط مدينة الكوت بيد العثمانين ، وفي تشرين الثانی 1918 احتل البريطانيون رواندز.

## معرض الصور

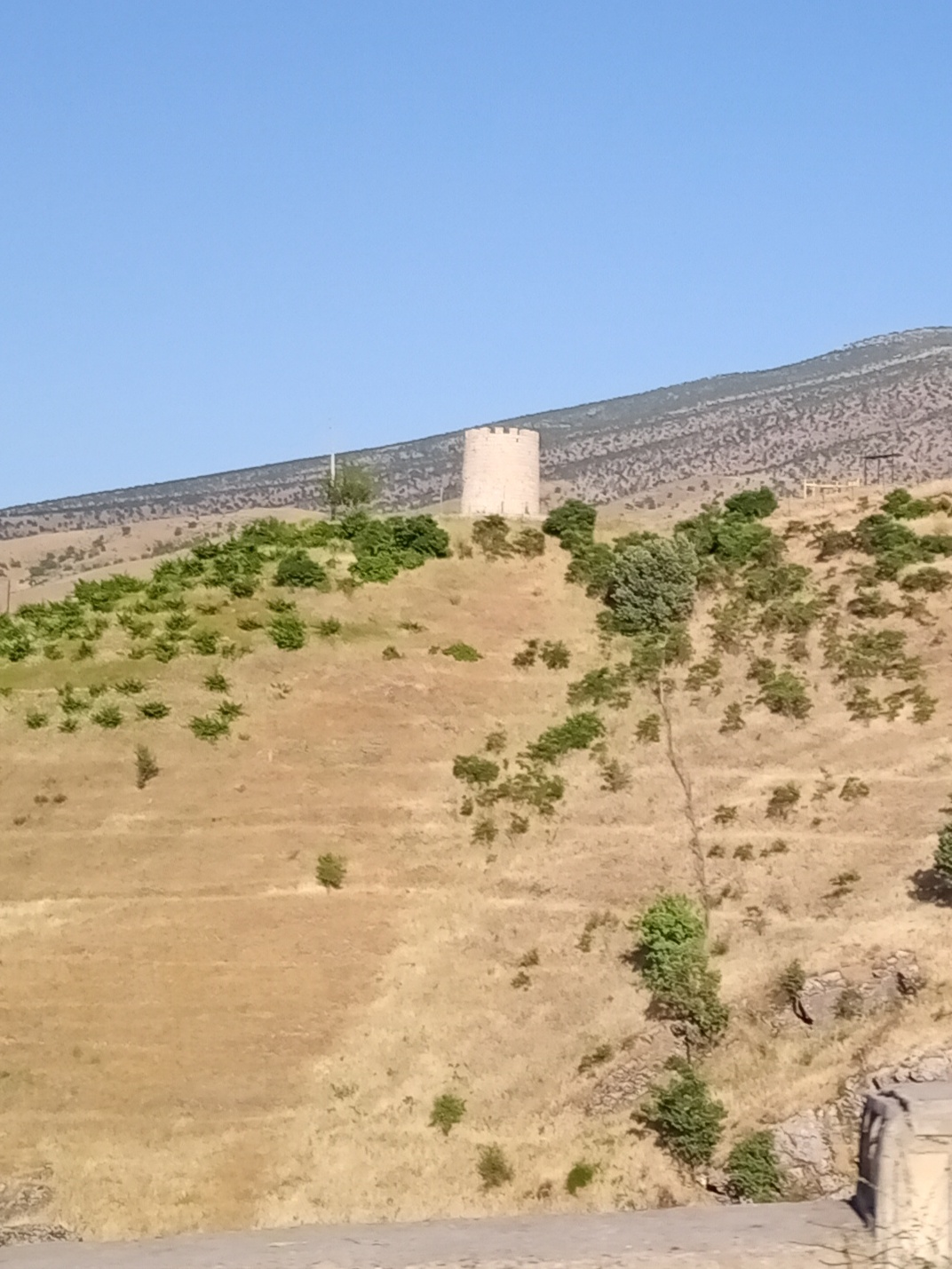
قونگري شمام
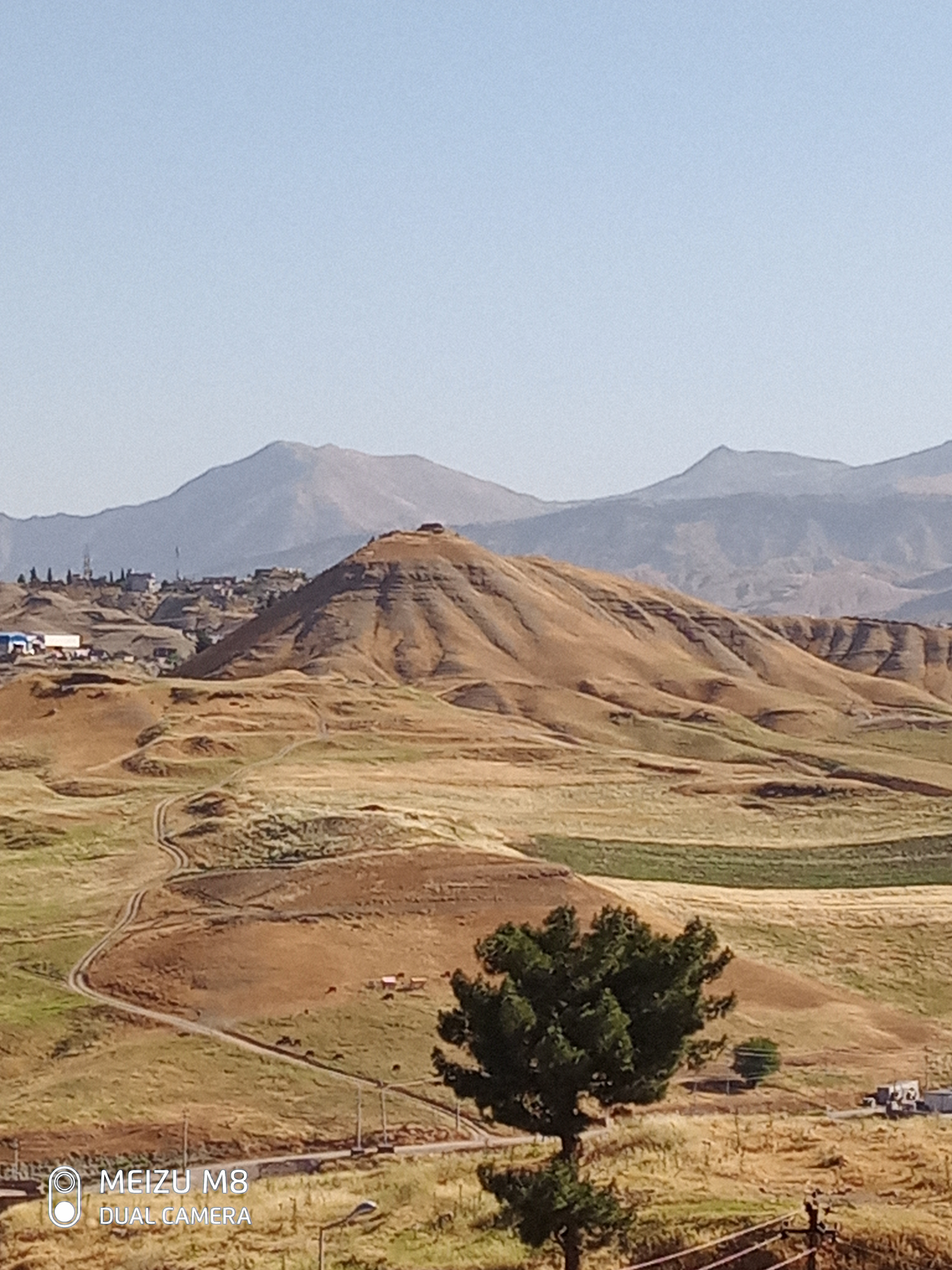
ايج قلا
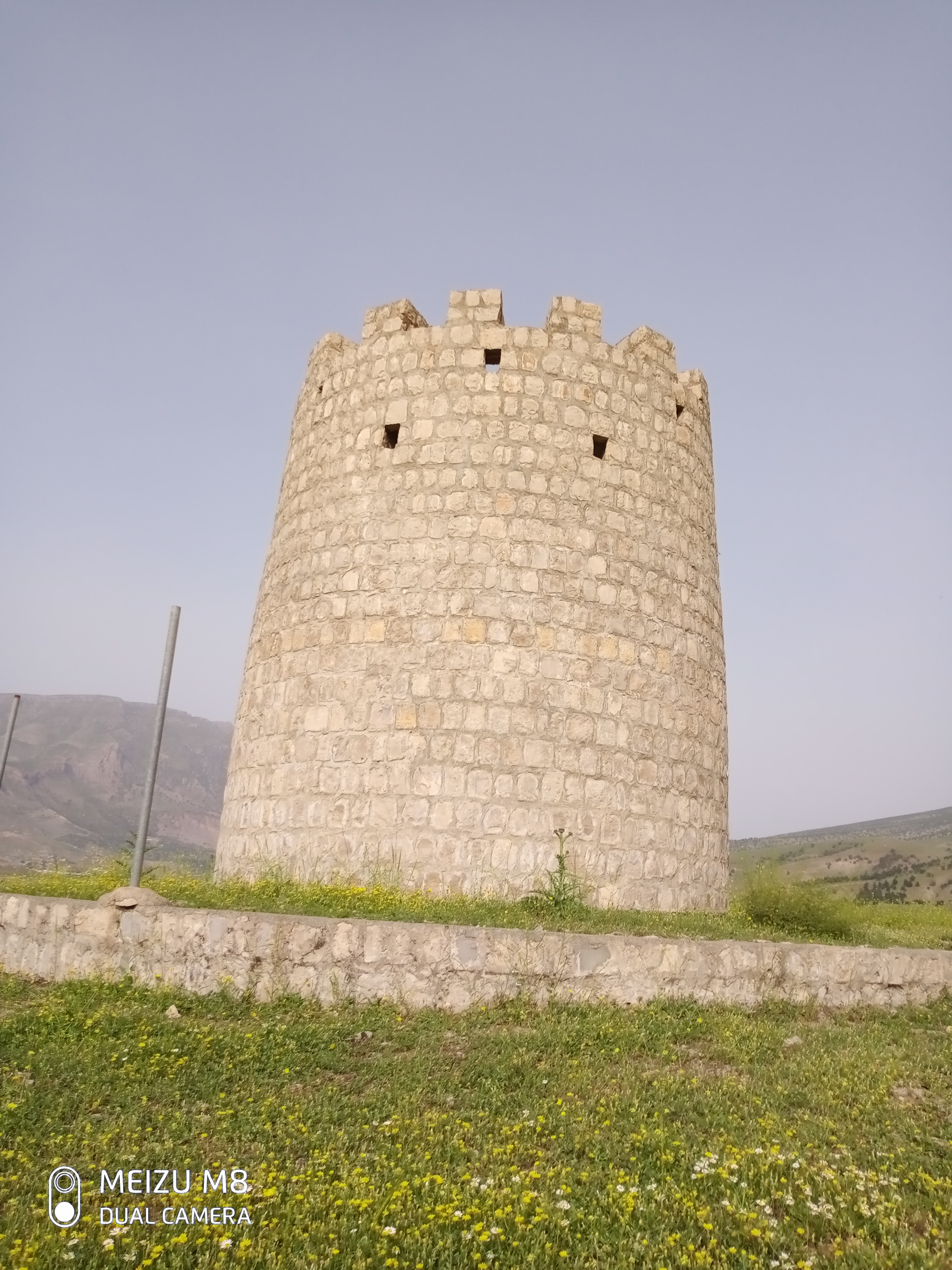
قونگري شمام
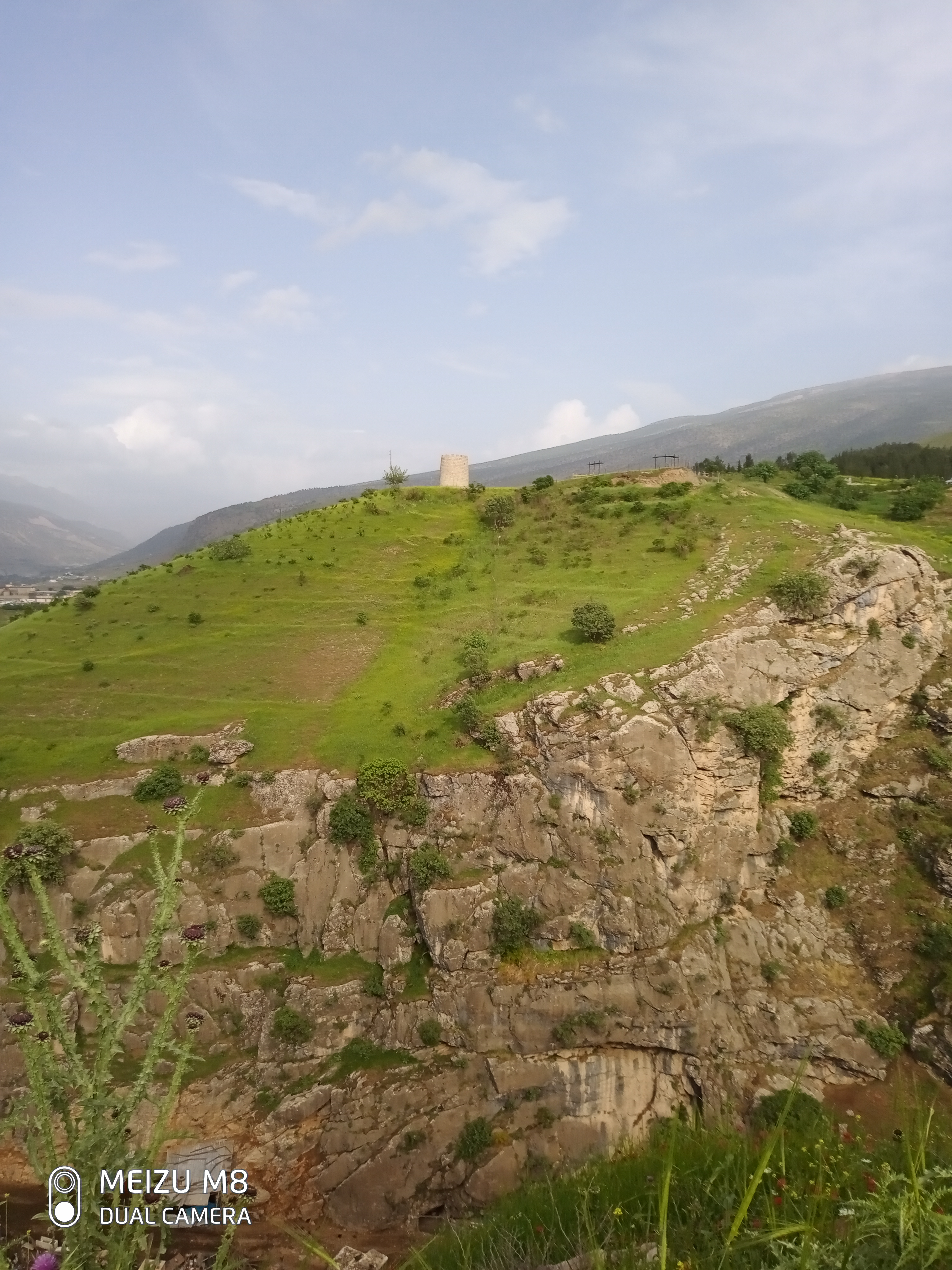
قونگري شمام